# Östergötlands runinskrifter 211
Runinskrift Ög 211 är en runsten i Viby socken och Mjölby kommun i Östergötland. Den står vid Mörby norr om Mantorp och är belägen på betesmark. Tidigare, fram till 1800-talet, ska den ha stått på en annan plats i samma trakt.

## Stenen
Stenens material är grå granit och ristningen är utförd på vikingatiden. Utifrån bland annat förekomsten av stungna i- och k-runor är 1000-talet det mest sannolika seklet för dess tillkomst. Förutom runinskriften och dess slingor innefattar ristningen även ett kristet kors, samt ytterligare ornamentik. Den senare avstod man dock från att fylla i vid senaste uppmålningen 1984, med anledning av att man ställde sig tveksam till det sätt som den avbildats i Östergötlands runinskrifter. I translittererad form och i översättning lyder stenens inskrift enligt nedan:

## Inskriften
Runsvenska: * fulugi : raisþi : sten : þensi : eftiR : sagsa : faþur : sin :
Nusvenska: "Fullhuge reste denna sten efter Saxe, sin fader."